# Benelli
Benelli Q.J. és una empresa italiana fabricant de motocicletes amb seu a Pesaro, on va ser fundada el 1911. Des del 2005 és propietat del grup Qianjiang Motor, una empresa xinesa controlada pel grup Geely Holding. Les tasques de disseny, desenvolupament i màrqueting es duen a terme a la seu de Benelli a Pesaro en sinergia amb l'empresa matriu de Wenling, a la Xina, on es produeixen les motocicletes.
La data de fundació de Benelli, 1911, la converteix en la fabricant de motocicletes italiana possiblement més antiga en actiu (Moto Guzzi, la més antiga en funcionament ininterromput, es va fundar el 1921, mentre que Peugeot, fundada el 1898, és la fabricant de motocicletes més antiga en actiu del món).

## Història

### Fins a la Segona Guerra Mundial

#### Els inicis

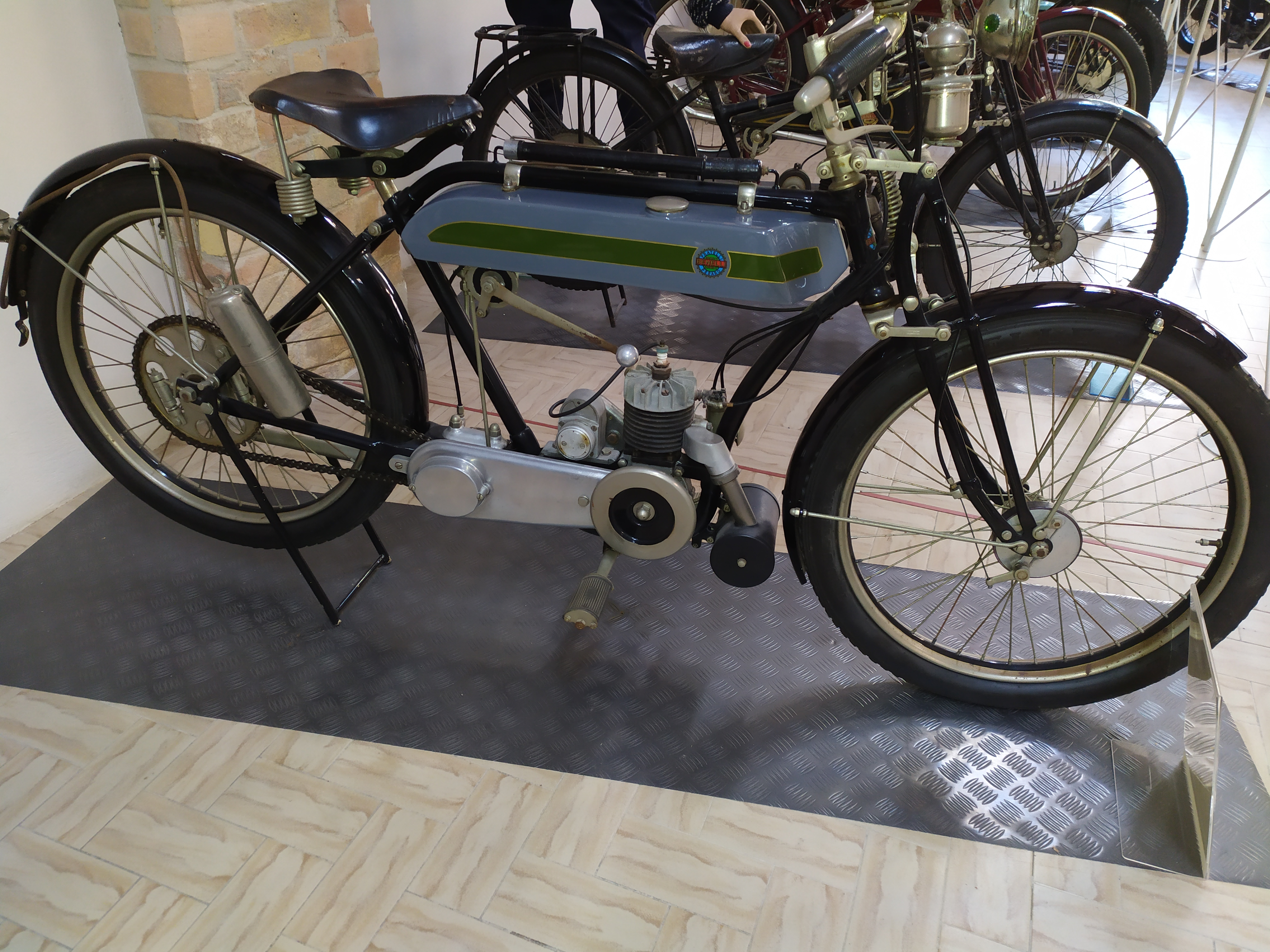
Benelli Tipo Sport 125 de 1925

El 1911, havent enviudat de feia quatre anys, Teresa Boni Benelli va decidir de crear una empresa familiar per tal d'oferir una feina estable als seus sis fills: Giuseppe (1889-1957), Giovanni (1890-1981), Francesco (1892-1961), Filippo (1895-1965), Domenico (1897-1975) i Antonio -"Tonino"- (1902-1937). Atès que els germans tenien poca aptitud per a gestionar el fons agrícola que havien heretat del pare i que, en canvi, mostraven una gran passió per la mecànica, Teresa va decidir de vendre gran part de les seves terres i invertir els ingressos en la compra de màquines eina, amb les quals va equipar un petit taller que va muntar a la via dell'Annunziata, al centre històric de Pesaro. La societat familiar que fa fundar per a gestionar-lo es va anomenar Fratelli Benelli Pesaro.
Els fills grans, Giuseppe i Giovanni, ja havien acabat llavors els estudis a l'Institut Tècnic Industrial Montani de Fermo (Giovani havia anat també a estudiar enginyeria a Suïssa) i en qüestió de poc temps el taller va començar a funcionar. Inicialment, a banda dels cinc germans Benelli que hi treballaven (Tonino era encara massa jove) el taller donava feina a sis treballadors i es dedicava sobretot a adobar bicicletes i motocicletes, per bé que ja era capaç de produir totes les peces de recanvi necessàries per a les reparacions.
Atesa l'escassedat de vehicles de motor a Pesaro a l'època els ingressos no eren pas abundants, però les coses van millorar amb l'esclat de la Primera Guerra Mundial i la consegüent entrada de comandes d'empreses que es dedicaven a la indústria bèl·lica, com ara Isotta Fraschini, Colombo, OM i Alfa Romeo. Durant el conflicte, Benelli es va dedicar a la reparació de peces per a les màquines de guerra italianes i un cop tornada la pau, el 1919, la companyia va presentar al públic la seva primera motocicleta.
El 1920, Benelli va construir el seu primer motor complet, un monocilíndric de dos temps de 75 cc, i l'adaptà tot seguit a un quadre de bicicleta. Un any més tard, el 1921, la firma va construir la seva primera motocicleta equipada amb motor propi, el qual ja s'havia apujat a 98 cc. Aquell mateix any se'n va presentar una versió "125", amb motor de 123,54 cc.

#### El motor de 175 cc de 1927

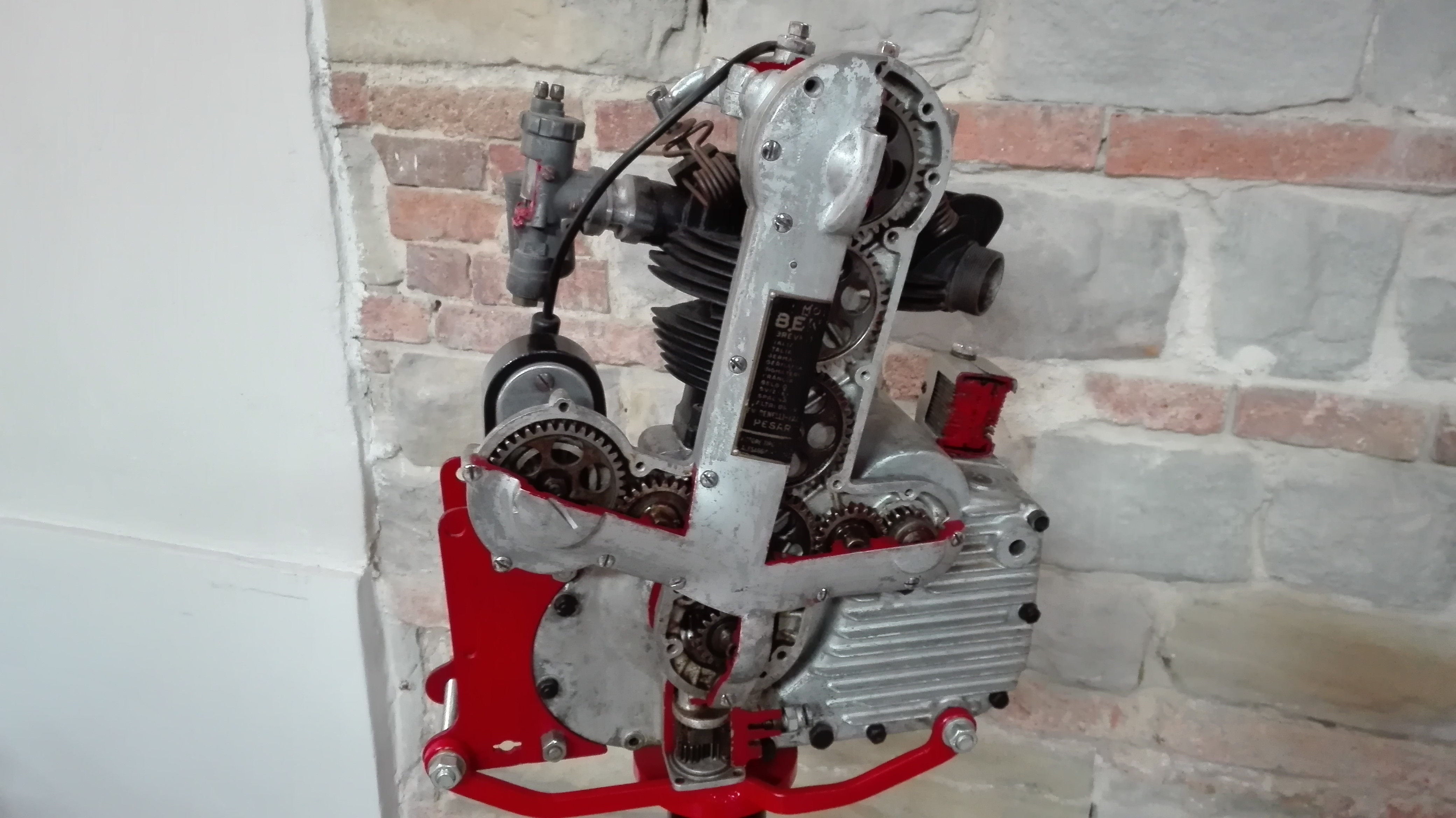
Versió "250" del motor de Giuseppe Benelli. Entre altres peces, s'hi veuen els 5 engranatges de distribució.

El motor més reeixit i el que va donar a conèixer Benelli en l'àmbit nacional i internacional va ser el de 1927, un de quatre temps OHC de 175 cc amb distribució "en cascada", una solució atrevida i sofisticada que aviat es va convertir en la "marca comercial" de la casa de Pesaro. Giuseppe Benelli, el creador, s'havia inspirat en l'estudi teòric d'un motor d'Edward Turner publicat el 1925 a la revista francesa Moto Revue, per bé que va reinterpretar completament aquell projecte tot introduint-hi una enginyosa solució que eliminava els efectes negatius de l'expansió tèrmica inherents a aquesta mena de configuracions.
Els cinc engranatges cilíndrics amb dents rectes de la distribució (un del cigonyal, tres d'inactius i un de l'arbre de lleves) s'inserien "en cascada" en una fina estructura d'alumini situada al costat dret del motor, a la part superior de la qual hi havia el "castelletto" de la distribució amb l'arbre de lleves i els balancins annexos. El conjunt es fixava a la culata d'una manera no rígida, sinó amb un cert grau de llibertat. La solució consistia a introduir dos cargols amb la tija parcialment roscada (columnes) en dos forats de l'arbre de lleves i cargolada a dues de les quatre femelles de la culata tèrmica. La part roscada s'unia fermament al cap, mentre que la del cargol roscat creava un acoblament lliure, però molt precís, amb els dos forats de l'arbre de lleves. Els cargols s'estrenyien per tal que no "aixafessin" l'arbre de lleves i, contràriament, deixessin un joc de poques dècimes de mil·límetre, prou com perquè els dos "blocs" (tapa-arbre de lleves/culata) fluïssin l'un sobre l'altre en la fase d'expansió per efecte de la calor, sense interferir i crear la mena de deformacions que haurien fet que el sistema no fos fiable.
Aquesta solució es va patentar el 1927 i va marcar l'inici de l'èxit comercial i esportiu de Benelli, una etapa que va durar fins a l'esclat de la Segona Guerra Mundial.

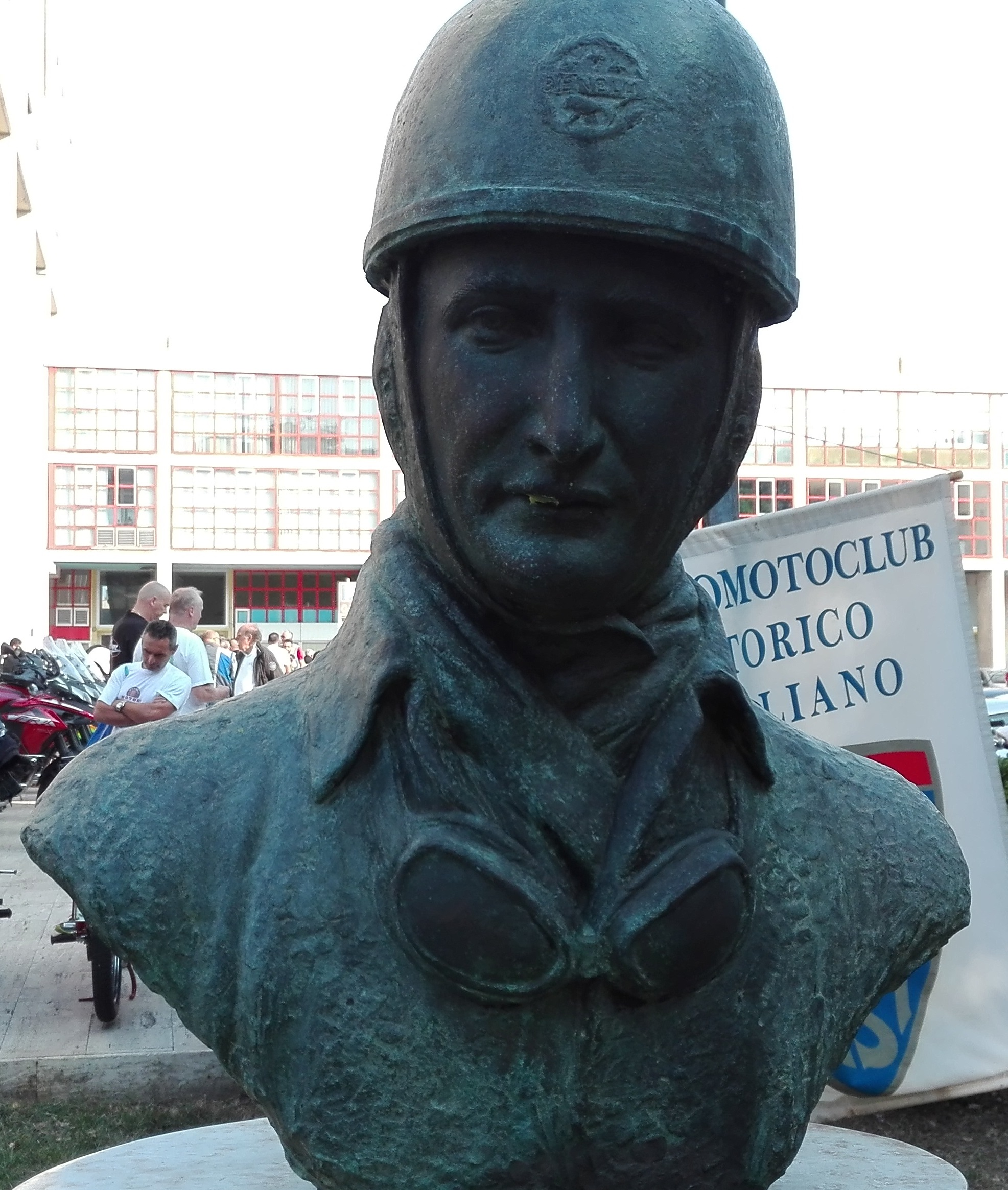
Bust de Tonino Benelli a l'antiga ubicació de la seu històrica del viale Mameli

Poc després de l'aparició del motor en cascada, Tonino Benelli (conegut com a "Tonino el terrible"), amb una versió especialment dissenyada per a les competicions, va començar a demostrar el seu talent com a pilot i va iniciar una carrera molt reeixida amb la Benelli 175; va guanyar-hi quatre campionats d'Itàlia en cinc anys: el 1927, el 1928 i el 1930 amb la versió SOHC del motor i el 1931 amb la versió DOHC. Una mala caiguda al GP del Tigullio (al golf de Gènova) el 1932 va posar fi a la seva carrera (Tonino es va morir el 27 de setembre de 1937 en un accident de trànsit).
L'augment de la producció i l'èxit de vendes de la Benelli 175 van provocar que s'ampliés la fàbrica, la qual en aquells moments era a la via del Lazzaretto, a Pesaro. El 1932, els germans Benelli van comprar els pavellons de la serradora Molaroni a l'aleshores anomenat viale Principe Amedeo, l'actual viale Mameli de Pesaro. En aquest emplaçament, successivament ampliat al llarg dels anys, l'empresa desenvolupà la seva activitat fins a finals de la dècada del 1980, en què es traslladà a una zona industrial de la mateixa Pesaro.

#### Els anys de guerra
Quan s'acostava la Segona Guerra Mundial, l'empresa va desenvolupar una motocicleta dissenyada per a les curses amb motor de quatre cilindres en línia DOHC sobrealimentat de 250 cc refrigerat per líquid i amb un compressor de pales que oferia una potència màxima de 52 CV a 10.000 rpm i una velocitat de 230 km/h. Aquesta motocicleta es volia fer competir la temporada de 1940 per a intentar revalidar l'èxit de Benelli a la categoria Lightweight del TT de l'illa de Man el 1939, però l'esclat de la guerra en frustrà el projecte i aquesta solució tècnica (prohibida a la postguerra) mai no es va fer servir en competicions oficials. Se'n conserva una versió de 1942 al museu de motos clàssiques de Morbidelli, també a Pesaro.

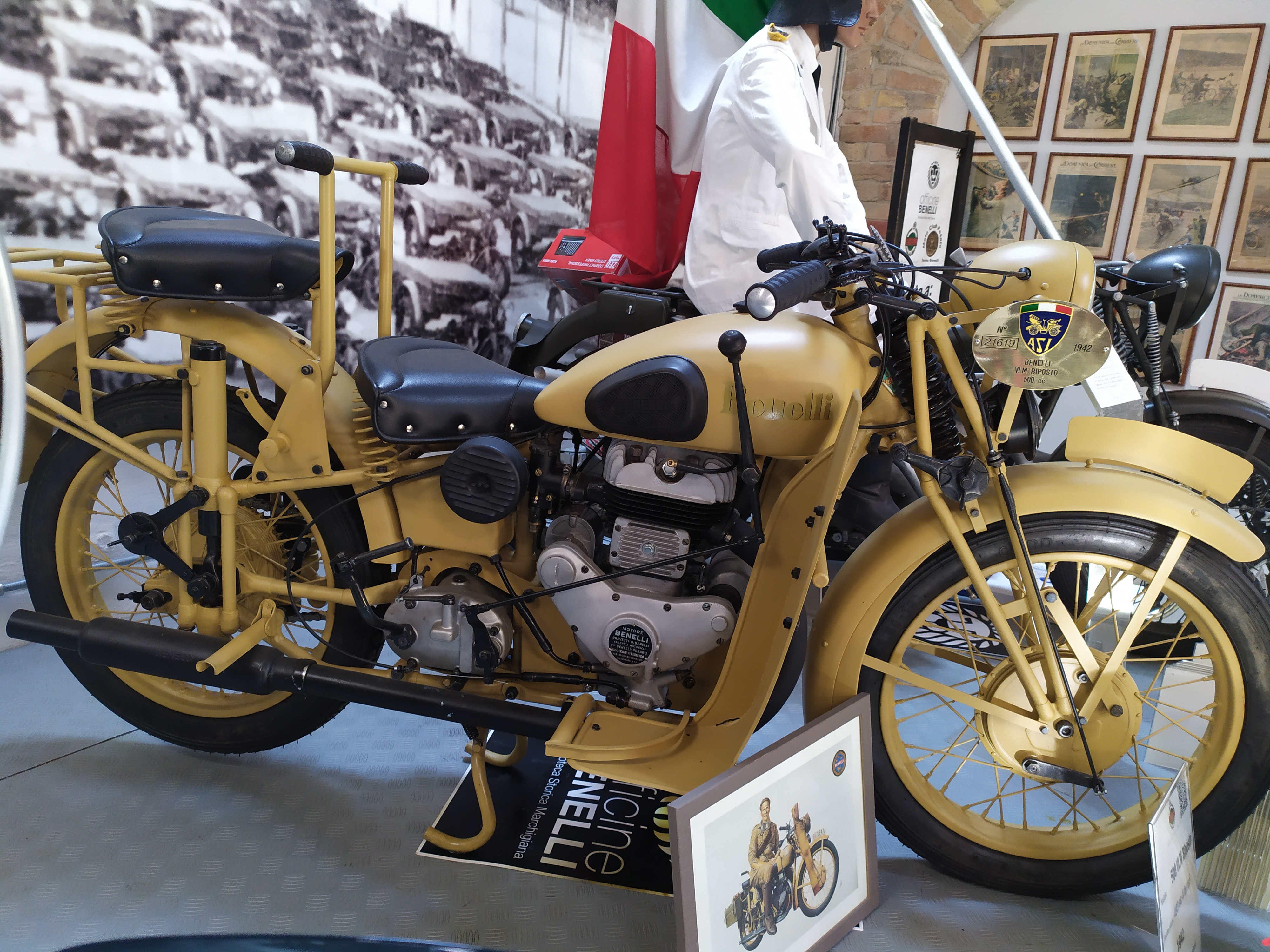
Benelli 500 biplaça de 1942, emprada per l'exèrcit italià al desert durant la II Guerra Mundial

Durant la guerra, l'empresa es va dedicar quasi en exclusiva a la producció de motors d'aviació i només va fabricar dues versions de motocicleta militar, una de 250 i l'altra de 500 cc. Cap al final del conflicte, gran part de la fàbrica de Benelli va ser destruïda i l'equipament es va dispersar o malmetre, de manera que varen caldre tres o quatre anys per a reiniciar el negoci en una situació de precarietat i misèria.

### Postguerra
Durant la immediata postguerra, per tal de recuperar els escassos recursos financers, els Benelli van adquirir mil motocicletes abandonades pels exèrcits bel·ligerants als camps de batalla i les van reformar per a l'ús civil.
Giuseppe Benelli, després de disputes irreconciliables amb els seus germans sobre les estratègies productives, es va separar de la companyia per a fundar primer BBC Automobili (1946) i, després, MotoBi (1952). La direcció de la fàbrica Benelli passà al segon germà, Giovanni, qui, malgrat no tenir el talent dissenyador del seu germà gran, tenia grans habilitats organitzatives pel fet d'haver gestionat sempre l'aparell productiu de l'empresa. Ja com a director, Giovanni proporcionà als dissenyadors les directrius del model que havia de propiciar el renaixement de la marca: la nova motocicleta hauria de ser lleugera, fiable i barata. Així va néixer la Letizia, equipada amb un motor de dos temps (més barat que els de quatre) de 98 cc amb quatre rodaments de banc, muntat en un bastidor molt bàsic però elàstic a ambdós eixos.

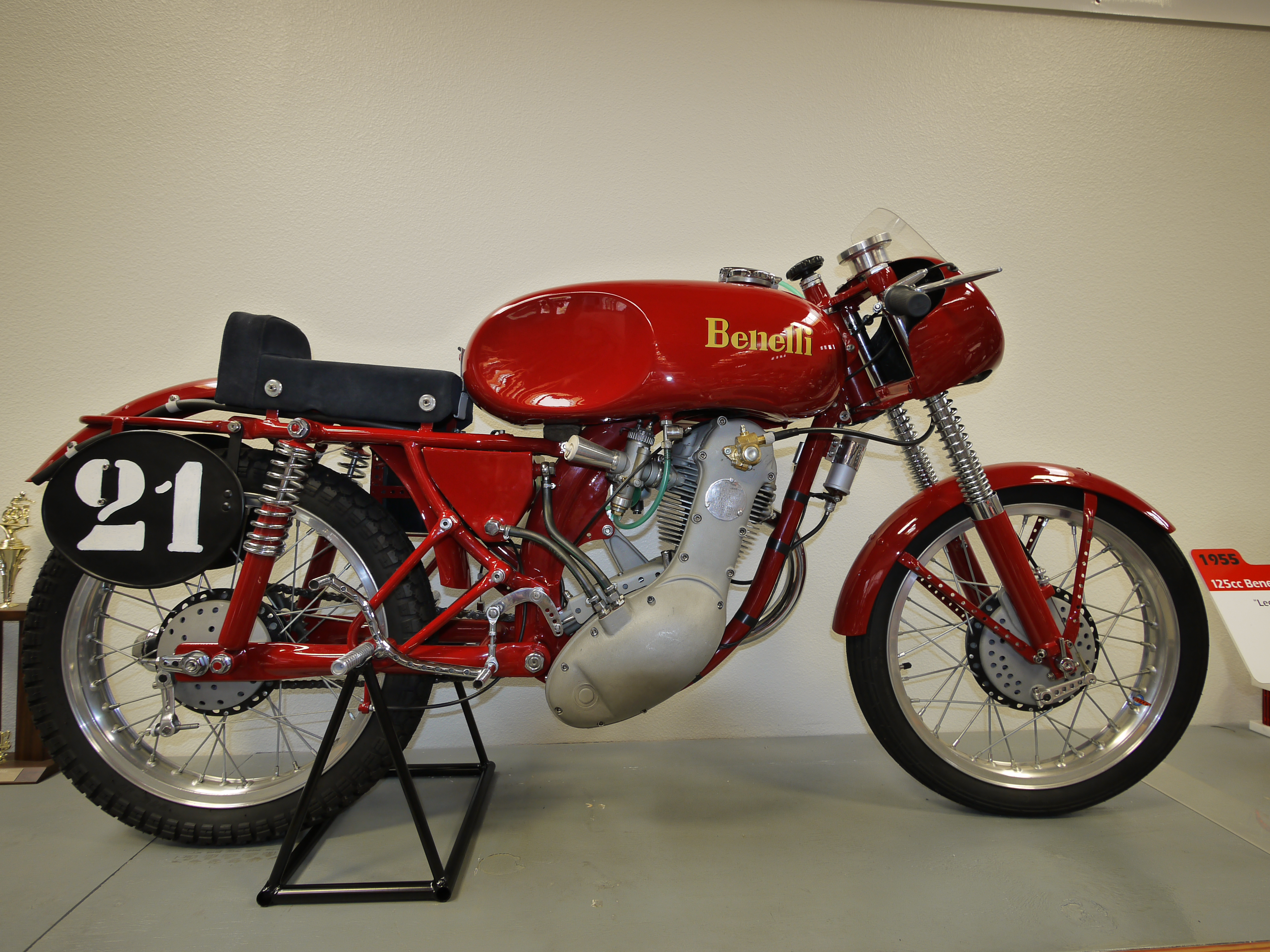
Una Leoncino 125 "Corsa" de 1955

La Letizia fou la precursora del model més famós de la postguerra: la Leoncino ("lleonet"), la qual es va produir entre el 1950 i el 1960, amb unes 45.000 unitats en total; la motorització més comuna va ser la de 125 cc dos temps, però n'hi hagué també de 150 cc per a la versió "tricicle" i 125 cc quatre temps amb distribució en "cascada d'engranatges", solució immediatament abandonada a causa dels seus problemes de fiabilitat.
Durant aquella època (entre les dècades del 1950 i 1970) Benelli desenvolupà una intensa activitat dins el món de la competició, amb resultats notables a escala internacional. Al mundial de motociclisme, pilots del nivell d'Umberto Masetti, Dario Ambrosini, Silvio Grassetti, Mike Hailwood, Kel Carruthers, Jarno Saarinen i Renzo Pasolini varen pilotar les Benelli de Gran Premi en les cilindrades dels 250cc, 350cc i 500cc amb èxit. Ambrosini i Carruthers van guanyar amb la marca italiana dos títols mundials de 250cc (el 1950 i el 1969 respectivament).
A partir de la dècada del 1960, en un moment de gran crisi del mercat a Itàlia, Benelli va començar a equilibrar la seva situació financera amb les exportacions als Estats Units. Als seixanta es van consolidar dues rutes diferents per a exportar a Amèrica, per mitjà de l'importador Cosmopolitan Motors i de la cadena de grans magatzems Montgomery Ward. La firma va presentar aleshores els següents models:

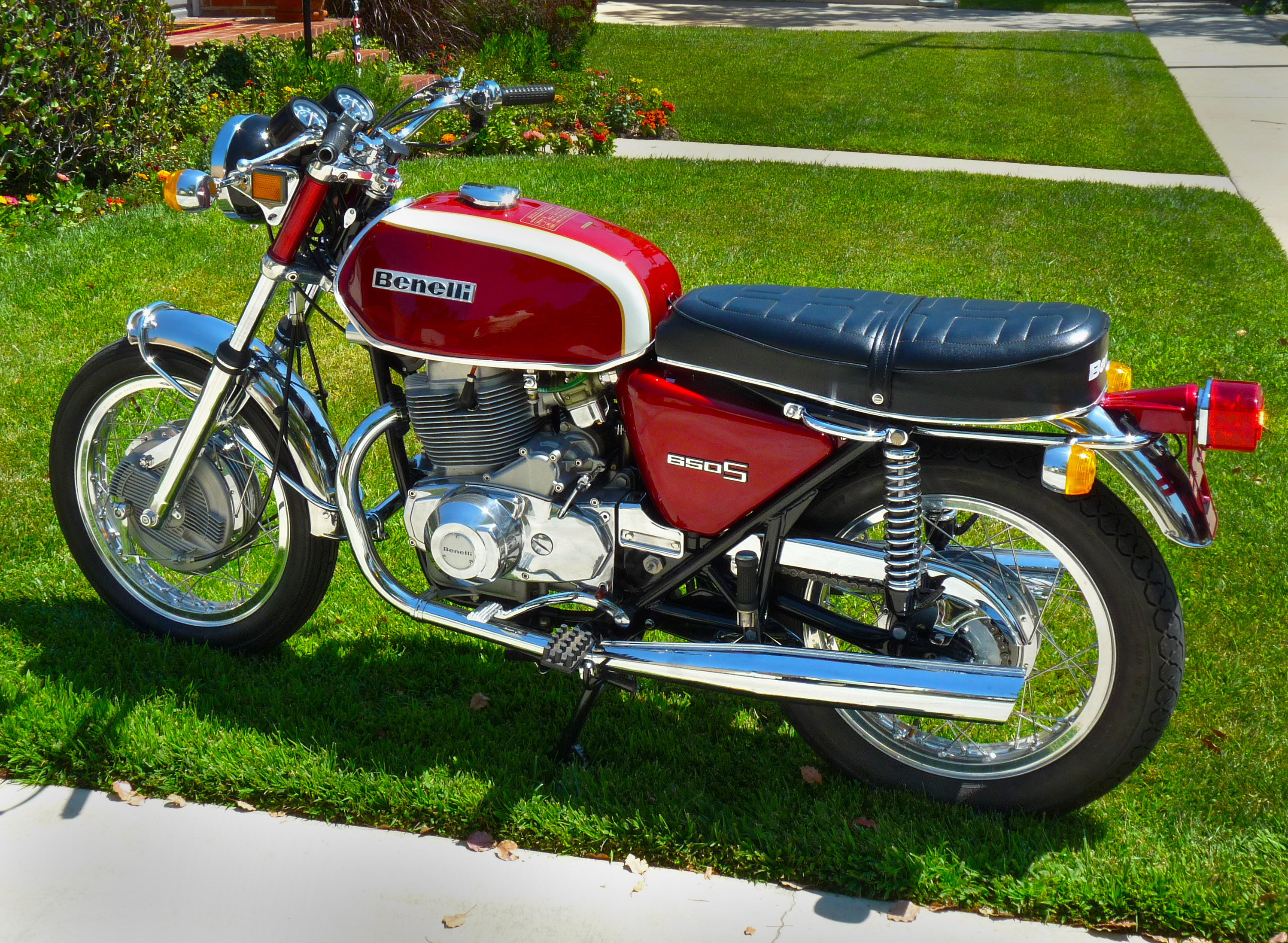
Una Benelli Tornado 650 S de 1972

- Tornado 650: Aquesta maxi-bicilíndrica es va comercialitzar primer als EUA i després a Europa. Tot i que les superestructures eren completament diferents, el xassís era del tipus de la Métisse, seguint els desitjos de Steve Mcqueen (l'actor era la imatge dels importadors Cosmopolitan i Montgomery Ward). La Tornado va aconseguir reputació de fiabilitat i altes prestacions, tot i el seu pes una mica elevat: 220 kg. Benelli va afirmar en el moment del seu llançament que la Tornado lliurava 57 CV a 7.400 rpm per a una velocitat màxima de 188 km/h.[5] La Tornado (més tard, Tornado S) es va deixar de fabricar després de 1974, quan Benelli va llançar una sèrie de pluricilíndriques destinades a competir amb les motos japoneses de tres i quatre cilindres.
- Mojave 260/360: Feia servir el xassís i les superestructures de la Tornado, mentre que el motor de quatre temps superava la cilindrada de 175 cc del clàssic motor monocilíndric Benelli. La moto, disponible també en versió Scrambler, es podia comprar directament a la botiga, contràriament a altres models de Benelli disponibles als EUA únicament als grans magatzems (especialment a Montgomery Ward).
- Buzzer/Hurricane/Dynamo/Hornet: Escúter de rodes petites amb motor de 65 cc (en comptes del de 50 cc venut a Itàlia). A més de la cilindrada, aquests models diferien de les versions italianes en els noms i altres detalls.
- Volcano: Petit escúter de rodes baixes derivat de la Mini Cross, però amb una cilindrada de 180 cc.

El 1967, a iniciativa de Giovanni Benelli, l'empresa en va crear una de derivada a Urbino, prop de Pesaro, dedicada a la fabricació d'armes de foc: Benelli Armi. A data de 2021, aquesta altra empresa seguia activa a la mateixa població.

### Canvis de propietat

#### Alejandro de Tomaso (1972-1989)
Cap a finals dels seixanta, l'arribada dels fabricants japonesos va provocar una crisi a la indústria europea de la motocicleta. L'empresa original Benelli estava molt implicada en el mercat nord-americà del sector, on venia motocicletes de menys de 350 cc a través de Montgomery Ward. L'arribada de la competència del Japó va fer que les Benelli (encara en gran manera amb dissenys de motor monocilíndric) perdessin popularitat, ja que eren percebudes com a antiquades en comparació amb les Honda de l'època, equipades amb motors OHC amb arrencador elèctric, semblantment al que els va passar als fabricants britànics (com ara Norton, BSA i Triumph) al sector de cilindrada superior.

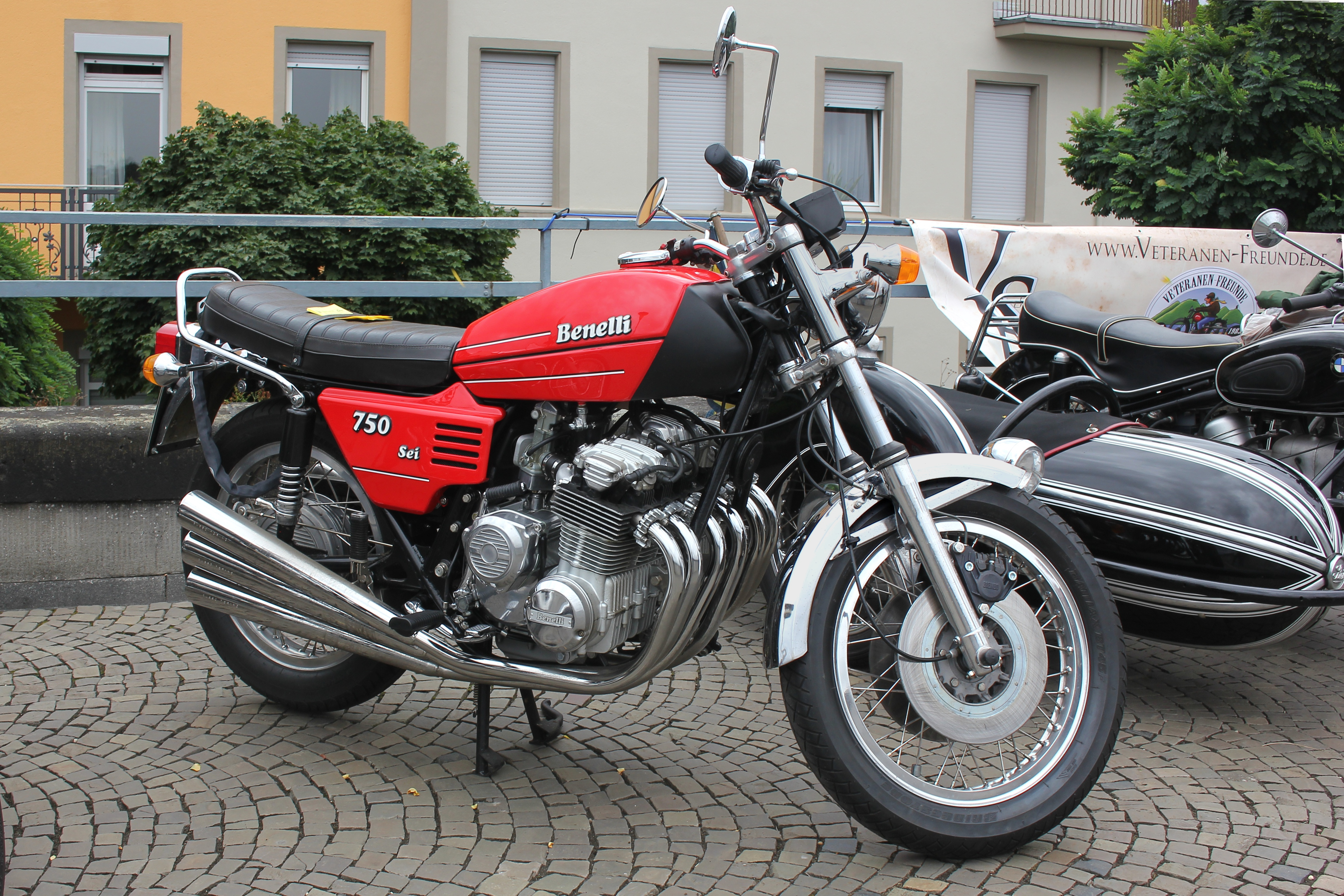
Una Benelli 750 Sei de 1975

Benelli, en situació evident de dificultats econòmiques, fou adquirida per l'industrial italo-argentí Alejandro de Tomaso, una de les figures més discutides i poderoses de la Itàlia de les dècades del 1960, 1970 i 1980. El 1959, De Tomaso havia fundat la De Tomaso automobili a Mòdena i va fabricar la seva pròpia sèrie de cotxes de carretera i de competició. Més tard va adquirir diverses empreses italianes, com ara Maserati, Innocenti, Ghia i Vignale i, després, Benelli (1971) i la seva rival Moto Guzzi (1973). De Tomaso, doncs, tenia molts interessos diversificats: adquiria empreses en dificultats, les reestructurava i intentava tornar-les a vendre, embutxacant-se les plusvàlues. El seu enfocament, però, no tenia cap continuïtat industrial prospectiva, de manera que en les seves adquisicions hi havia més ombres que llums. Benelli no en fou una excepció, ja que sota De Tomaso va viure el període més problemàtic de la seva història centenària.
El gerent italo-argentí, per desafiar els fabricants japonesos, demanà immediatament als dissenyadors de Benelli que copiessin el motor de l'Honda CB 500 Four per tal d'estalviar temps i diners. Així va néixer la Benelli 500 Quattro (1974), que fou la base de la Benelli 750 Sei, amb el seu motor de sis cilindres en línia (la primera motocicleta de turisme del món amb aquesta mena de motors). Els experts en la matèria van considerar que la 750 Sei era una motocicleta fàcil de conduir, amb una bona elasticitat del motor, una retenció excepcional i uns frens excel·lents. L'únic inconvenient n'era l'encesa, que havia d'aportar l'energia en el moment adequat a les bugies. El 1974, la Benelli Sei fou escollida "Moto dell'anno" a Itàlia i el 1975 se'n van començar a lliurar els primers exemplars. La moto tenia una velocitat màxima de 200 km/h i una potència de 75 CV a 9.500 rpm. Fins al 1977 se'n van produir 3.200 unitats i el 1979 se'n va llançar una versió de 900 cc. Les motocicletes Benelli dels setanta i vuitanta, especialment la 750 Sei, solen aconseguir preus més alts que els de les seves rivals contemporànies al mercat de segona mà actual.
La política industrial de De Tomaso, combinada amb la poca inversió en infraestructures i investigació, l'ús de materials amb una qualitat que no estava a l'altura de la competència i la manca de xarxa de distribució i postvenda, aviat resultà perjudicial. Aleshores, el cop final el provocà la fusió amb la històrica rival de Benelli a les curses, Moto Guzzi, dins la nova societat Guzzi-Benelli Moto (G.B.M. S.p.a.), maniobra que transformà Benelli en quelcom fútil, sense sentit.
A finals de la dècada del 1980, l'activitat productiva de l'empresa es va reduir al mínim i el 1989 només hi treballaven uns 80 treballadors, mentre que altres 153 en varen ser acomiadats. Durant aquest període, Benelli es traslladà a la zona industrial de Chiusa di Ginestreto, una frazione de Pesaro, mentre que la històrica planta del Viale Mameli fou gairebé totalment enderrocada per donar lloc a un centre de negocis.

#### Giancarlo Selci (1989-1994)
De Tomaso decidí aleshores vendre l'empresa i la supervivència de Benelli fou garantida per Giancarlo Selci, nascut a Pesaro el 1936, ex-torner a Benelli i fundador de Biesse, un dels grups industrials més grans del món dins el sector de les màquines per al treball de la fusta, el vidre i la pedra.
Selci es va fer càrrec de Benelli el 23 d'octubre de 1989. L'empresari volia revifar sobretot la gamma de ciclomotors de la marca, un sector que De Tomaso havia promogut també a la seva època. Mantingué en producció l'econòmica S50 i la City Bike (actualitzada amb nous colors i anomenada City Bike 90), llançà nous escúters, com ara el Cosi i l'Scooty, i dues motocicletes esportives de 50 cc amb canvi de velocitats: la Spring i la Devil. També organitzà un trofeu mono-marca per a aquest darrer model, però les vendes no s'enlairaren i Selci decidí abandonar per a dedicar-se exclusivament al seu negoci principal, el Grup Biesse.

#### Andrea Merloni (1995-2004)
Després de l'intent no reeixit de Giancarlo Selci, el desembre de 1995 es va produir un fet decisiu: el jove Andrea Merloni, de només 28 anys d'edat, membre d'una coneguda família de fabricants d'electrodomèstics de les Marques i apassionat motociclista, decidí d'adquirir Benelli per a rellançar-la al mercat mundial. Per començar va obrir una nova fàbrica a la Strada della Fornace Vecchia, on encara actualment hi ha la Benelli, i, posteriorment, va entrar als sectors més difícils tot contractant dissenyadors joves i dinàmics i llançant una sèrie d'escúters i "maximotos" per tal de proporcionar així oxigen immediat a les malmeses finances de la companyia i organitzar-ne la xarxa de vendes i l'assistència. Així, poc més d'un any després de l'adquisició, es van llançar els primers nous models: l'Adiva (en les cilindrades de 125 i 150 cc), equipada amb un dosser rígid descapotable que feia de sostre a voluntat (fou el primer escúter del món a dur aquest mecanisme, copiat després per la competència); la Velvet (en les cilindrades de 125, 150, 250 i 400 cc), que va romandre en catàleg fins al 2012; la 491, molt popular entre els joves de catorze anys de l'època, amb un inusual motor horitzontal Morini de 50 cc de 2 temps amb refrigeració líquida que la va convertir en un dels models més rendibles de la gamma; la K2 (50 i 100 cc) i la Pepe (amb motor Minarelli de 50 cc), que va esdevenir l'escúter Benelli més venut dels darrers anys.
El 1999, Benelli va contractar el tècnic Riccardo Rosa (antigament a Cagiva) i va presentar la nova Tornado Tre, una esportiva de 900 cc (després apujada a 1.130 cc), amb innovacions tecnològiques interessants. Era, de fet, una motocicleta esportiva pura, equipada amb un motor de tres cilindres en línia que presentava una nova disposició del radiador de refrigeració -situat sota la cua posterior- i anava equipada amb dos ventiladors d'extracció forçada d'aire d'efecte espectacular i un nou bastidor mixt: l'estructura es basava en tubs d'alumini i acer fos a pressió units amb una tecnologia d'origen aeronàutic. La Tornado Tre 900 super sport es va llançar el 2002 i la TNT, més de turisme, alguns anys després.
«Les curses milloren la raça» i Merloni, un antic pilot de motociclisme, ho sabia bé, així que el següent pas va ser preparar la nova Tornado per a la competició. D'acord amb el seu tarannà, Merloni va començar immediatament a fer córrer la moto al Campionat del Món de Superbike amb el pilot australià Peter Goddard (les temporades de 2001 i 2002). Els resultats van ser superiors als esperats -considerant la inexperiència de la nova Benelli en competició-, amb un 36è lloc a la classificació final el 2001 i un 22è lloc el 2002. D'aquella Tornado se'n va produir una versió limitada anomenada Tornado LE (de Limited Edition).
Els resultats de la nova Benelli eren encoratjadors, però les fortes inversions per a la Tornado no es compensaren amb les vendes i, finalment, el 2004 Andrea Merloni decidí de plegar.

### L'etapa actual (Qianjiang)

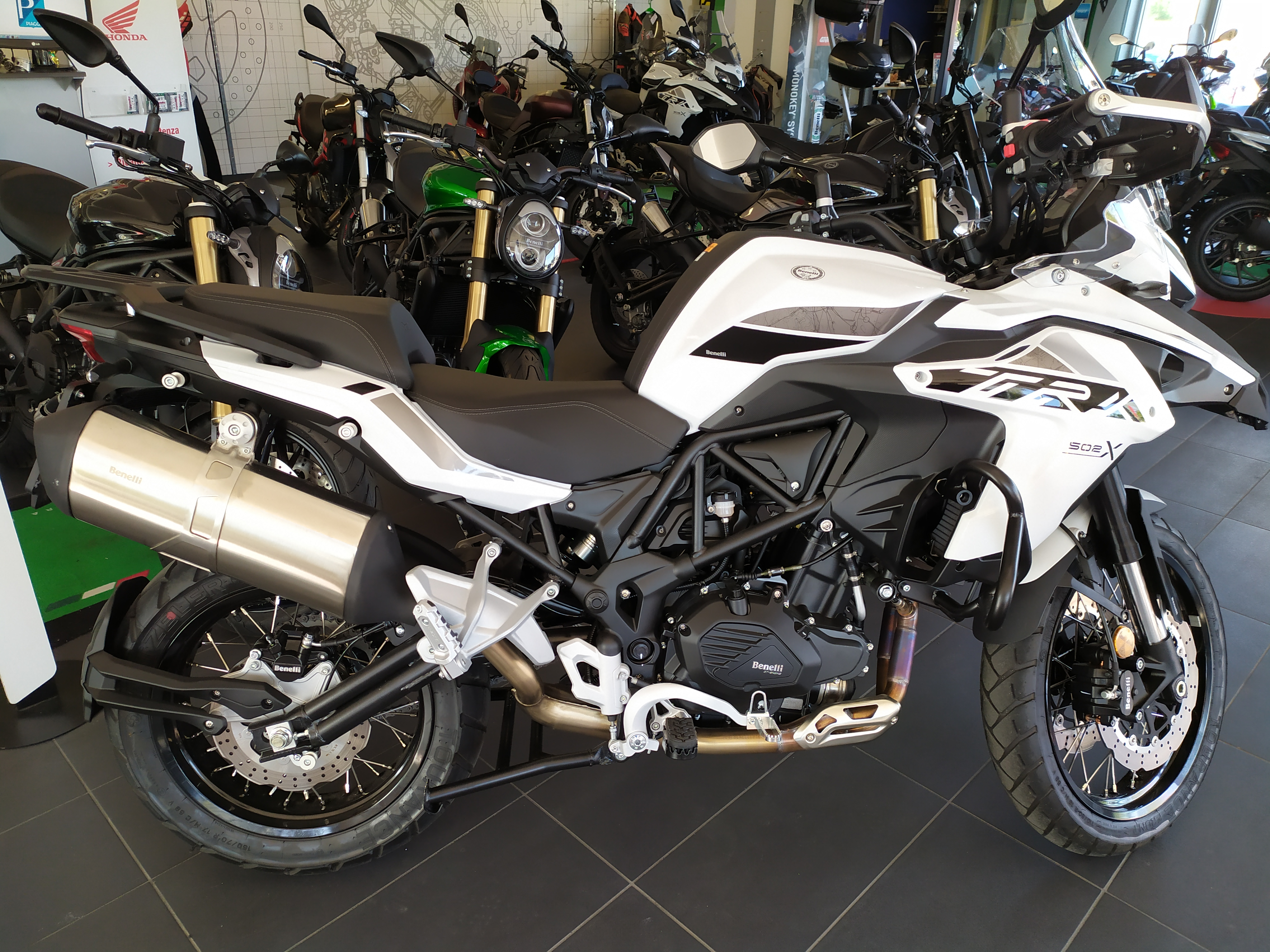
Benelli TRKX 502 del 2020

El 2005, Benelli va ser adquirida per Qianjiang Motor Group, una empresa xinesa controlada des del 2015 pel Grup Geely Holding. Qianjiang, un fabricant de motocicletes i motors petits que és propietari també de les marques Keeway i Generic, va decidir de mantenir la producció i l'enginyeria a Pesaro, confiant l'empresa a l'administrador únic Yan Haimei. La producció de motocicletes va començar gairebé immediatament amb el muntatge de motors de tres cilindres realitzats anteriorment per Franco Morini i tornats a la marca. La gamma d'escúters també es va reiniciar amb motors d'origen xinès.
Durant 12 anys, Benelli QJ va dur a terme els projectes i la producció de la direcció anterior. El 2016 va ser un any de canvis, coincidint amb l'adquisició del grup Qianjiang per part de Geely Holding. La Leoncino 500 i la TRK 500 encara es fabriquen a Pesaro. Ambdues motocicletes tenen el mateix motor bicilíndric de 500 cc de doble arbre de lleves i 4 vàlvules. La Leoncino és una motocicleta naked amb referència històrica a models passats; la TRK 500 és una moto de tipus "dual purpose". En general, l'èxit de la TRK ha estat aclaparador: el 2020 va ser, amb diferència, el model més venut a Itàlia. Benelli ofereix actualment una gamma molt àmplia de models, des de monocilíndriques de 125 cc fins a bicilíndriques de 300, 500 i 750 cc i tetracilíndriques de 600 cc.
Benelli és una de les marques de motocicletes més antigues del món i el 2021 va celebrar el 110è aniversari de la seva fundació. La sinergia entre l'experiència italiana i l'economia d'escala de la companyia matriu de la Xina han produït models atractius a costos molt competitius.

## Producció

### Gamma actual

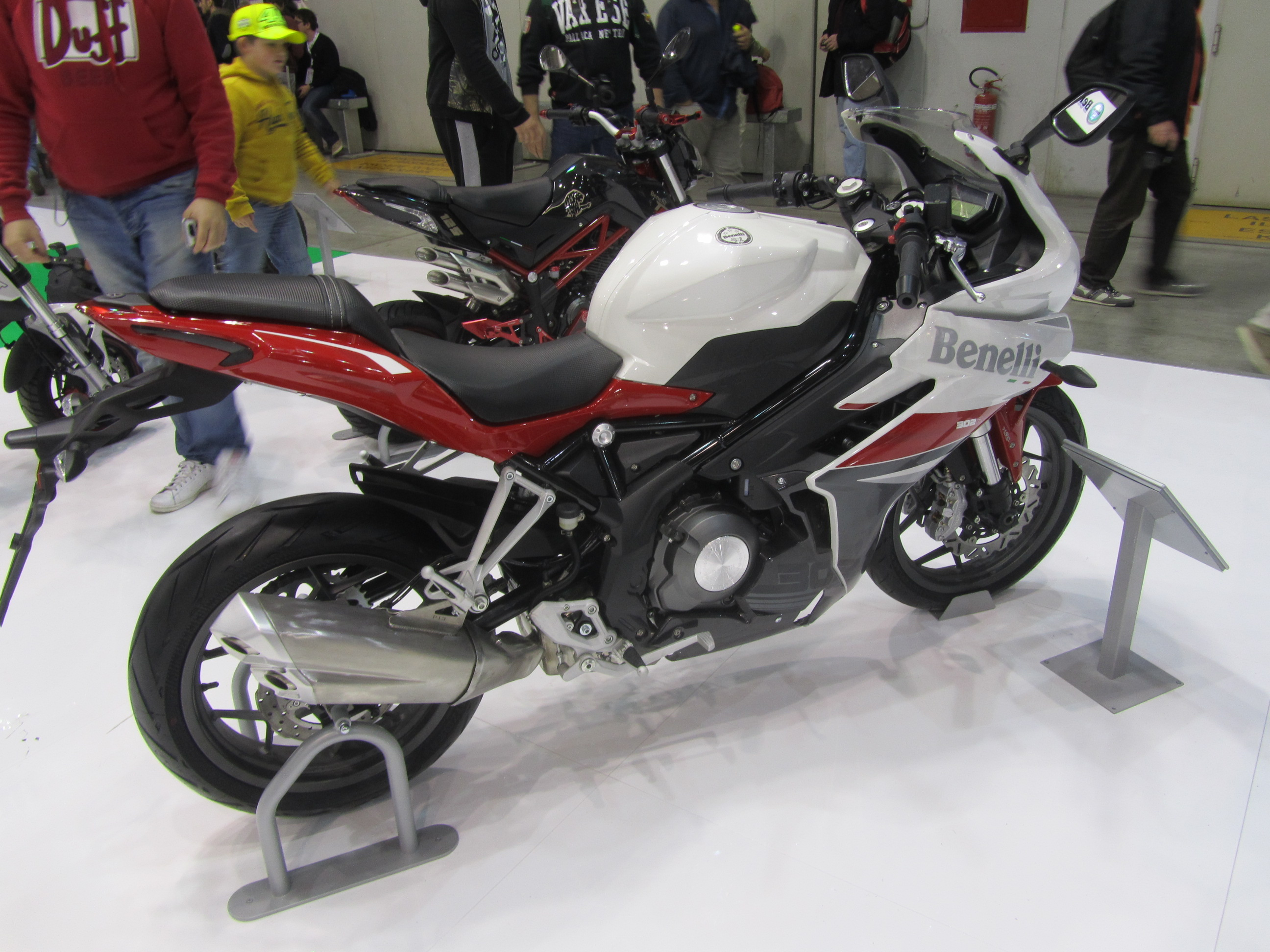
Benelli BN 302 R

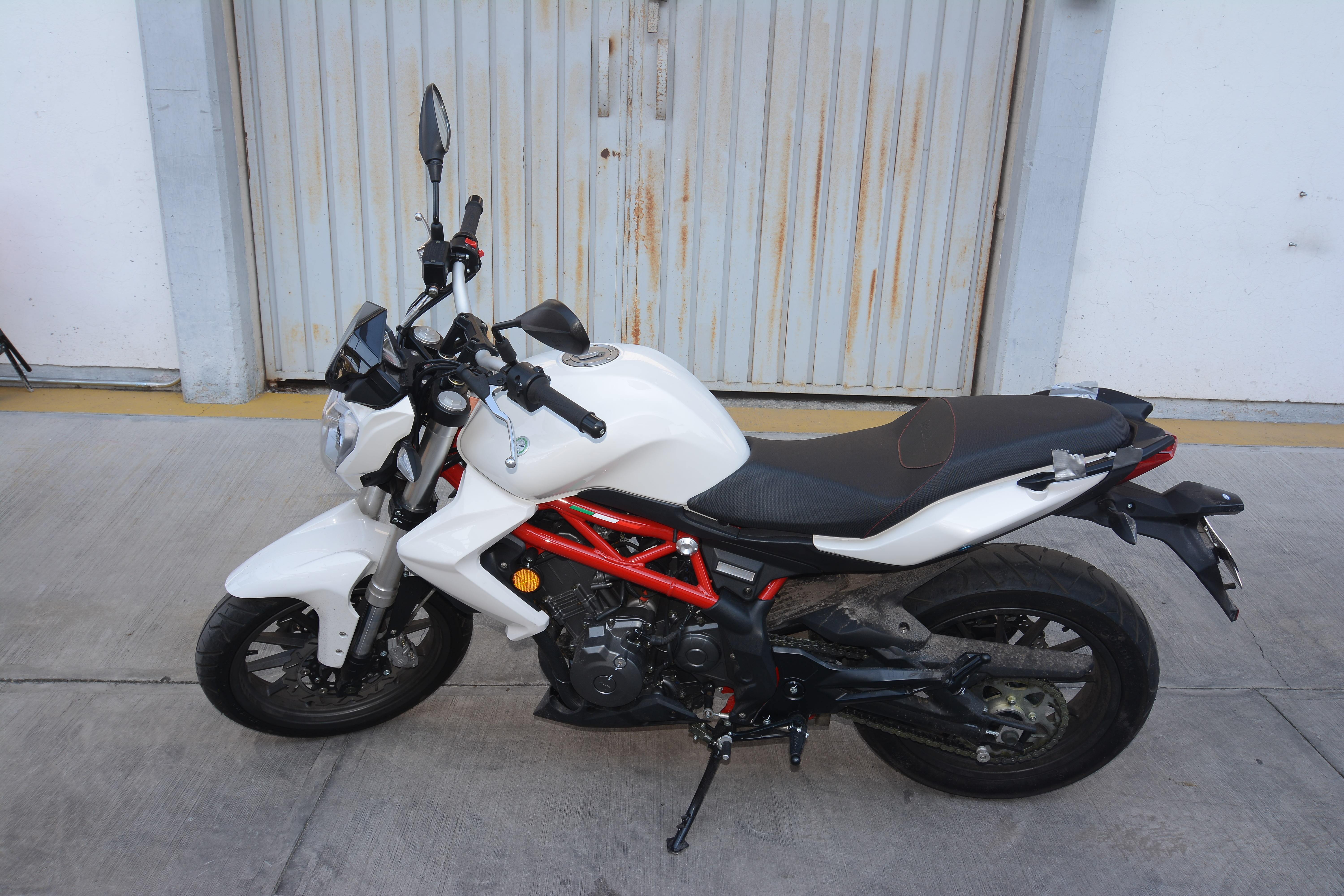
Benelli TNT 300 del 2016

| Naked - BN125 - TNT 125 - TNT 135 - 150S - 180S - TNT 150i - TNT 25 / BN251 - TNT 300 - 302S - TNT 600 - 752S - 502 Cruiser (502C) | Sport - BN 302 R Classic - Imperiale 400ES | Touring - TRK 251 - TRK 502 - TRK 502 X - TNT 600 GT Scrambler - Leoncino 250 - Leoncino 500 / Leoncino 500 E5 - Leoncino 500 Trail / Leoncino 500 Trail E5 - Leoncino 500 Sport - Leoncino 800 - Leoncino 800 Trail | Escúters - RFS 150i - Caffenero 150 - Zafferano 250 |

## Competició

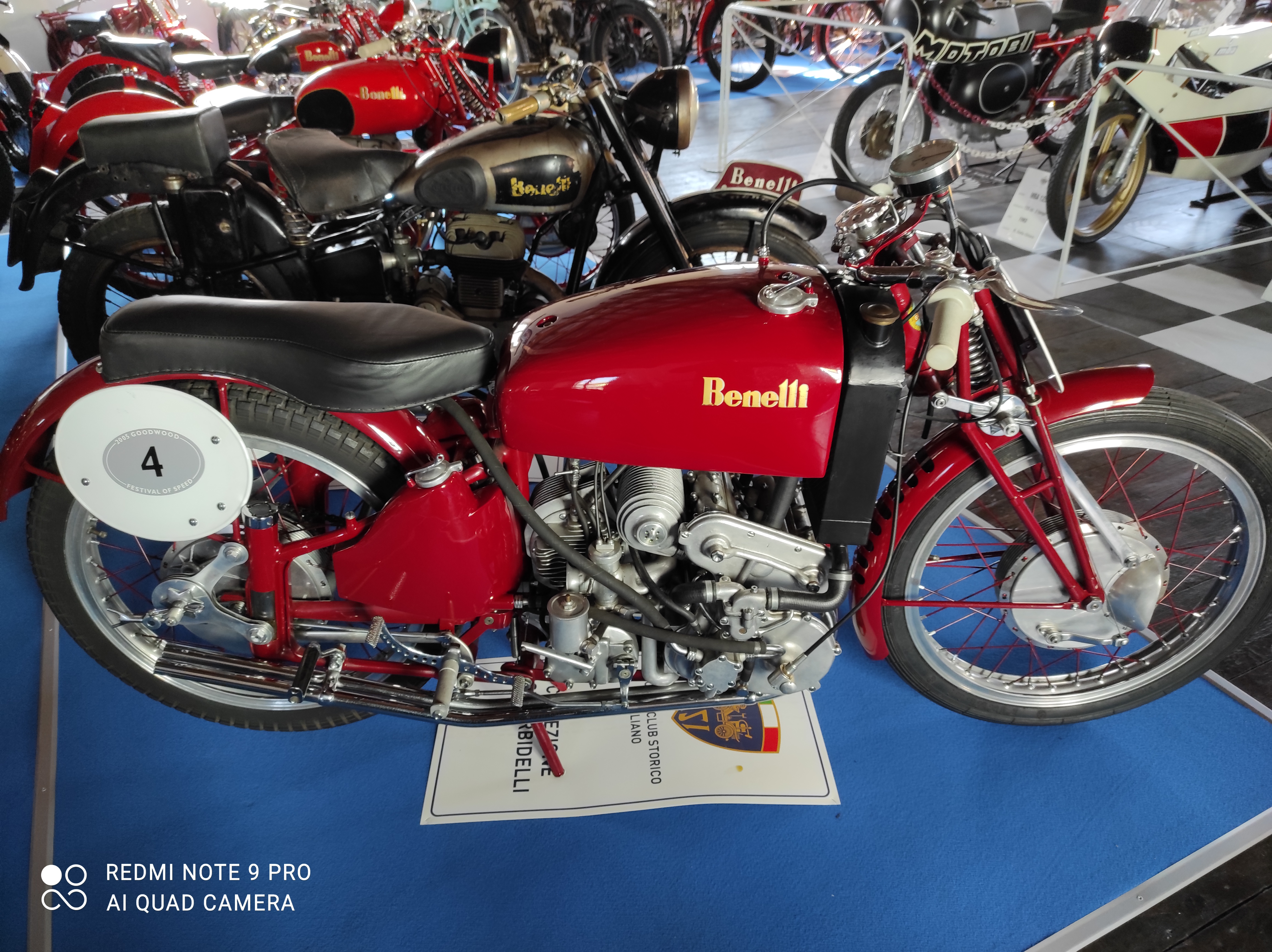
La Benelli 250 DOHC de 4 cilindres amb compressor volumètric de 1942

Tonino Benelli, el més jove dels sis germans, va ser campió d'Itàlia els anys 1927, 1928, 1930 i 1931, pilotant en els tres primers casos la Benelli 175 super sport monoalbero (SOHC) i el 1931 la bialbero (DOHC). Amb aquesta darrera, el 1932 fou segon al Campionat d'Europa, darrere del seu company d'equip Carlo Baschieri. Sense Tonino, qui va haver d'interrompre la seva carrera de pilot el 1932 a causa d'un greu accident patit al circuit del Tigullio, les Benelli van continuar obtenint èxits i van tornar a guanyar el Campionat d'Europa de 175 el 1934 amb el belga Yvan Goor. El 1935, Benelli va aconseguir el rècord mundial de velocitat de la categoria de la milla i el quilòmetre llançats amb la 250 bialbero sport pilotada pel milanès Raffaele Alberti, a 182,500 km/h. El 1939, la 250 bialbero tornà a obtenir un gran èxit en guanyar el TT de l'illa de Man amb l'anglès Ted Mellors.
Després de la Segona Guerra Mundial, Benelli va guanyar dos títols mundials de la categoria 250cc, el primer amb l'italià Dario Ambrosini el 1950 i el segon, amb l'australià Kel Carruthers el 1969. Benelli guanyà també diversos campionats d'Itàlia de velocitat de 250 i 350cc: als 250cc, amb Dario Ambrosini (1950), Tarquinio Provini (1965-1966) i Renzo Pasolini (1968-1969) i als 350cc, amb Silvio Grassetti (1967) i Renzo Pasolini (1968-1969). A banda, varen ser nombroses les victòries i els podis a les curses clàssiques de l'època (la Milano-Taranto i el Motogiro d'Italia) amb la Leoncino 125, la moto més emblemàtica de Benelli durant les dècades del 1950 i 1960.
Al Trofeo Pesaro Mobili, celebrat al nucli de Villa Fastiggi, a Pesaro, hi assistien a l'època els millors pilots de motociclisme del món, entre ells Giacomo Agostini, Mike Hailwood, Jarno Saarinen i Renzo Pasolini. El 1971, Mike Hailwood va quedar segon amb una vella Benelli 350 per darrere d'Agostini i la seva MV Agusta tricilíndrica. A l'edició de 1972, Jarno Saarinen va pilotar les noves Benelli 500 i 350 tetracilíndriques i guanyà ambdues curses, davant, respectivament, de Giacomo Agostini (MV Agusta) i Renzo Pasolini (Aermacchi). Saarinen, qui fins aleshores havia pilotat al mundial sengles Yamaha amb suport de fàbrica, estava en aquells moments negociant amb Benelli la possibilitat de competir amb la marca italiana la temporada de 1973 en les categories de 350 i 500 cc. Yamaha, però, va reaccionar a temps i oferí al finlandès un sucós contracte, de manera que Benelli no va participar finalment en aquells campionats.

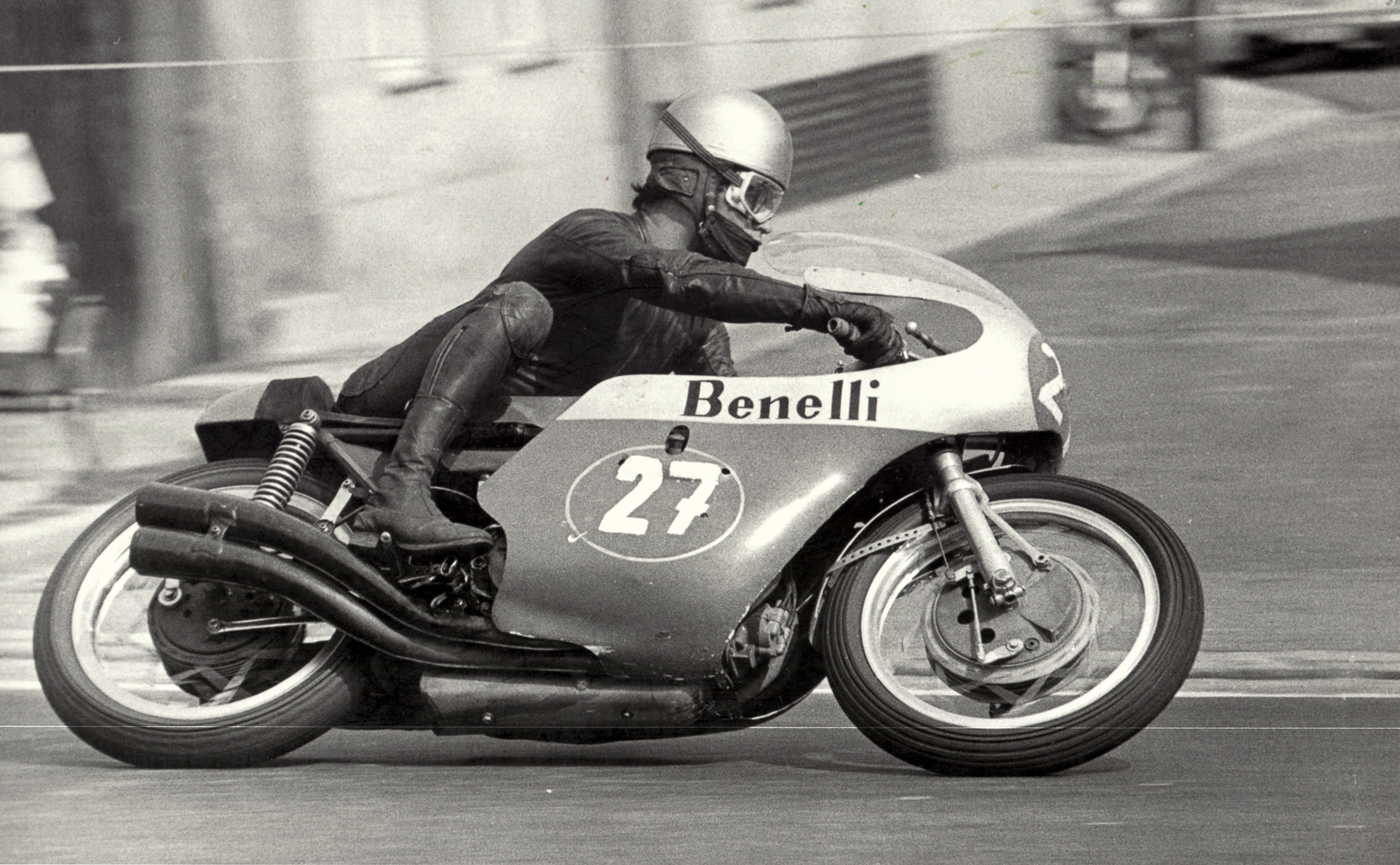
Renzo Pasolini amb la Benelli 250 al GP de Txecoslovàquia de

Un altre pilot de renom que va estar a punt de fitxar per Benelli fou Santiago Herrero. El 12 de maig de 1970, l'espanyol va provar la 350cc tetracilíndrica de la marca italiana a Mòdena, amb resultats prometedors. Benelli i Herrero acordaren que l'espanyol entraria a l'equip oficial de la marca com a company de Renzo Pasolini als 350cc, començant al Gran Premi dels Països Baixos d'aquell any; malauradament, però, menys d'un mes després de la prova Herrero es va matar amb l'OSSA 250 Monocasc al TT de l'illa de Man.
Gràcies la doble victòria de Saarinen a Pesaro a finals de 1972, l'època De Tomaso començà de manera prometedora, però aquella fou finalment la primera i darrera competició en què va participar Benelli durant l'etapa de l'italo-argentí. De fet, De Tomaso havia quedat tan afectat per la mort a Zandvoort, el 1970, de l'anglès Piers Courage al volant d'un De Tomaso de Fórmula 1 que no en volia saber res més de les curses. Benelli només tornaria a competir a començaments del segle XXI a Superbike amb la "Tornado 900 tre", la creació d'Andrea Merloni.

### Palmarès internacional

#### Campionat d'Europa de 175cc
| Any  | Campió          | Motocicleta                       |  |
| ---- | --------------- | --------------------------------- |  |
| 1932 | Carlo Baschieri | Benelli 175 monocilíndrica (DOHC) |  |
|      |                 |                                   |  |
| 1934 | Yvan Goor       | Benelli 175 monocilíndrica (DOHC) |  |

#### Campionat del Món de 250cc

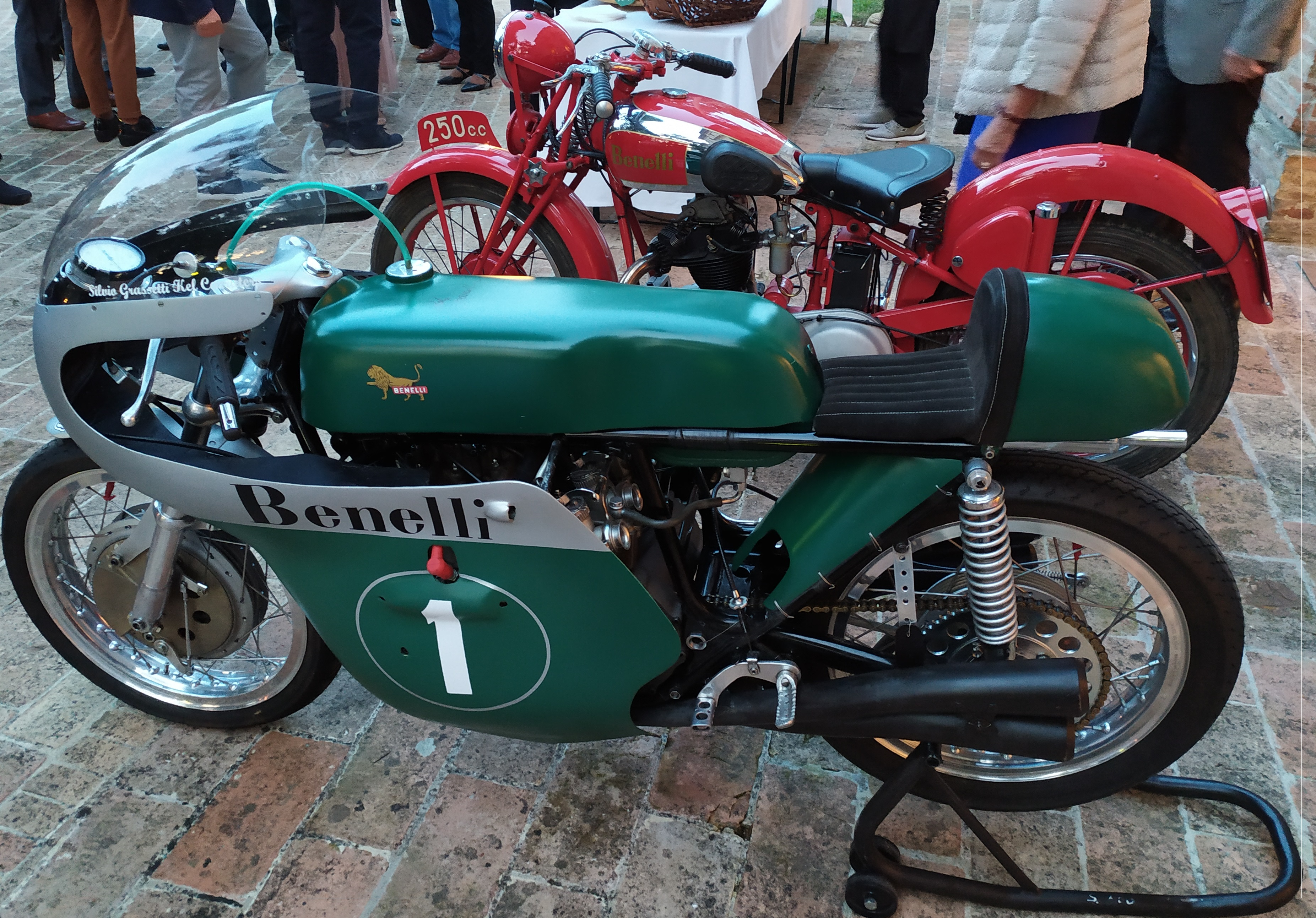
La Benelli 250 4 cilindres que pilotà Kel Carruthers el 1969

| Any  | Campió          | Motocicleta                        | Constructors |
| ---- | --------------- | ---------------------------------- | ------------ |
| 1950 | Dario Ambrosini | Benelli 250 monocilíndrica (DOHC)  | 1            |
|      |                 |                                    |              |
| 1969 | Kel Carruthers  | Benelli 250 tetracilíndrica (DOHC) | 1            |

#### TT illa de Man
| Any  | Campió          | Categoria | Motocicleta                        |
| ---- | --------------- | --------- | ---------------------------------- |
| 1939 | Ted Mellors     | 250 cc    | Benelli 250 monocilíndrica (DOHC)  |
|      |                 |           |                                    |
| 1950 | Dario Ambrosini | 250 cc    | Benelli 250 monocilíndrica (DOHC)  |
|      |                 |           |                                    |
| 1969 | Kel Carruthers  | 250 cc    | Benelli 250 tetracilíndrica (DOHC) |

## El Museu Benelli i MotoBi

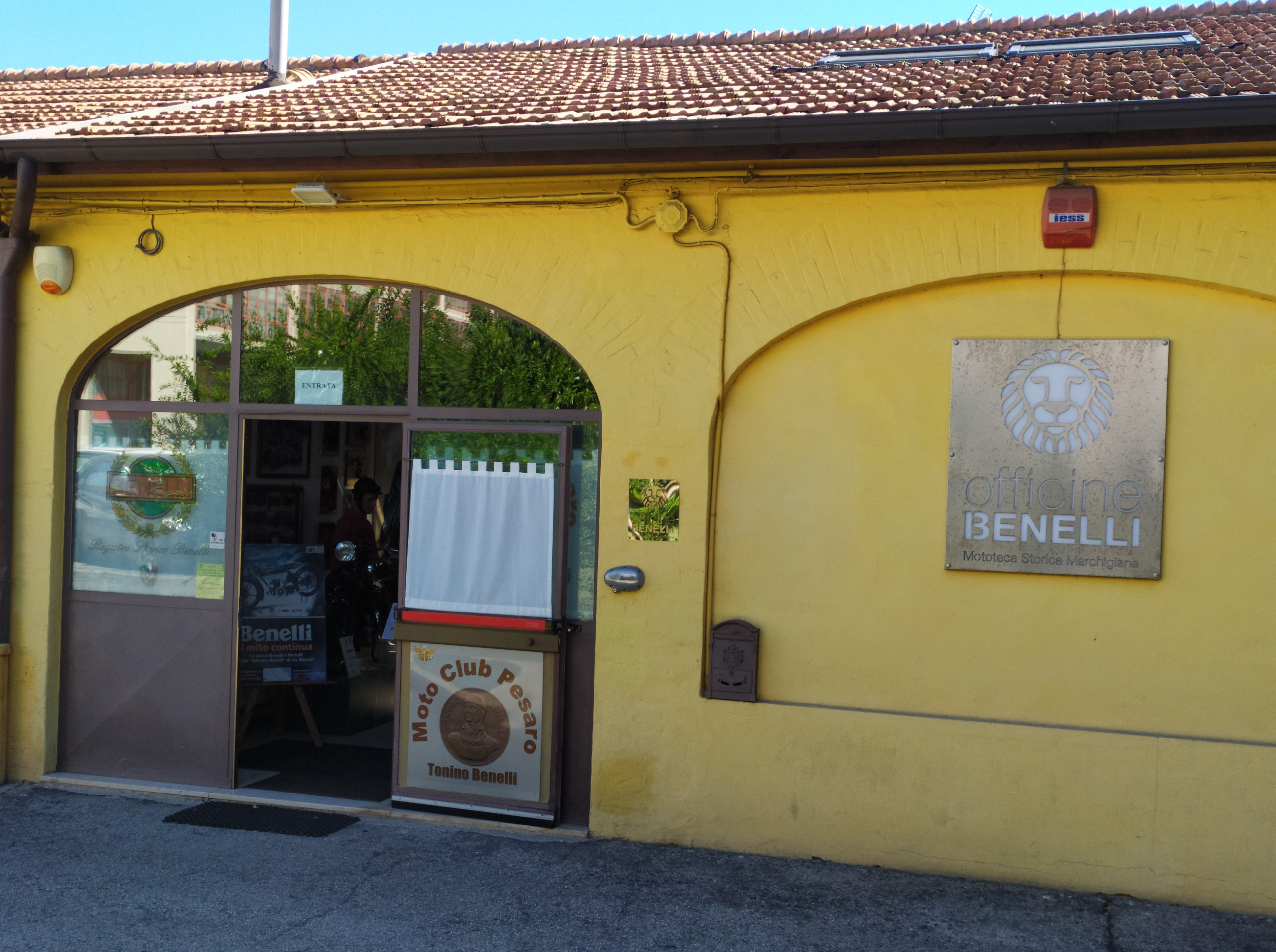
Entrada del Museo Officine Benelli de Pesaro

El museu Benelli i MotoBi es troba a Pesaro, al Viale Mameli 22, just a l'antic emplaçament de la històrica fàbrica de l'empresa (la qual estigué en ús fins a finals de la dècada del 1980). De la planta original se'n va salvar només un edifici de poc més de mil metres quadrats, l'únic exemple d'arqueologia industrial de la ciutat, el qual es va convertir en la seu del Museo Officine Benelli, gestionat pel Moto Club Tonino Benelli i el Registre Històric Benelli (R.S.B.). L'edifici supervivent de l'antiga fàbrica, al seu temps utilitzat com a magatzem, va ser restaurat amb la supervisió de la Superintendència de Belles Arts durant la dècada del 2000. A les seves sales hi ha unes 200 motos Benelli, MotoBi i d'altres marques en exhibició permanent i, des de la primavera del 2021, s'hi pot admirar la prestigiosa col·lecció ASI-Morbidelli.
L'itinerari comença a la sala dedicada a Paolo Prosperi (cofundador i president històric del registre històric Benelli, mort el 2020) en la qual es poden admirar algunes de les motos més emblemàtiques dels més de 100 anys d'història de Benelli, fotografies de pilots, tècnics i personatges clau de Benelli i MotoBi, trofeus de totes les èpoques i motors Benelli, MotoBi i Molaroni; continua a la gran sala dedicada a l'enginyer Giuseppe Benelli en la qual, a més de la primera moto que va circular a Pesaro el 1897, hi ha un tricicle De Dion Bouton, motocicletes amb motors de tota mena -entre elles, dos exemplars Molaroni molt rars de la dècada del 1920-, les Benelli construïdes abans de la Segona Guerra Mundial i una àmplia gamma de MotoBi de les dècades del 1950 al 1970; a la tercera sala hi ha dos exemplars de Letizia, totes les variants del model Leoncino, les bicilíndriques de dos temps, les de quatre cilindres i les de sis de quatre temps del període De Tomaso, alguns models per al mercat nord-americà i una gran mostra de ciclomotors de rodes altes i baixes; tot seguit, l'exposició continua en un altell d'uns 250 m2 amb bastides i sostre de fusta, on s'hi pot veure la col·lecció ASI-Morbidelli: 71 models de 30 marques de 9 països diferents, tots els models anteriors a la Segona Guerra Mundial i dos models d'automòbils BBC (la versió "Giardiniera" i un xassís amb motor) produïts per Giuseppe Benelli. Finalment, en una representació d'una graella de sortida de cursa, alguns exemplars rars de motocicletes de competició construïdes a la província de Pesaro i Urbino entre els anys seixanta i vuitanta: MotoBi, MBA, Morbidelli, Piovaticci i Sanvenero.